# Телеологија
Телеологија је доктрина по којој се, насупрот материјалистичком и каузалном схватању, све у свету збива према иманентним сврхама које се налазе у природи и у људском свету. Трансцендентна телеологија учи да је свако створење и свако збивање у васељени одређено Провиђењем, односно да постоји или се дешава како би се испунио Божји план.